# Multicaecinae
Die Multicaecinae sind eine Unterfamilie der Spulwürmer mit 55 Arten, die als Parasiten bei Krokodilen, selten auch bei Fischen leben.

## Merkmale
Der Ösophagus hat einen kugelförmigen oder ellipsoidalen hinteren Ventriculus, der entweder keine oder zwei vordere und drei hintere Anhängsel besitzt. Ein Gubernaculum ist gewöhnlich vorhanden, bei der Gattung Typhlophoros aber nicht beschrieben.

## Systematik
Zur Unterfamilie gehören zwei Triben mit insgesamt fünf Gattungen:
- Tribus Dujardinascaridini Campana-Rouget, 1960
  - Dujardinascaris Baylis, 1927
  - Hartwichia Chabaud & Bain, 1966
  - Ortleppascaris Sprent, 1978
- Tribus Multicaecini Hartwich, 1954 (Campana-Rouget, 1960)
  - Multicaecum Baylis, 1923
  - Typhlophoros Linstow, 1906